# Вічні (фільм)
«Ві́чні» (англ. The Eternals) — американський супергеройський фільм, оснований на коміксах видавництва Marvel Comics про однойменну команду. Фільм спродюсований Marvel Studios з Walt Disney Studios Motion Pictures у ролі дистриб'ютора, і двадцять шоста стрічка в рамках Кіновсесвіту Marvel (КВМ). Режисеркою фільму є Хлоя Чжао, а сценаристами Метью і Раян Фірпо. Головні ролі виконали Джемма Чан, Річард Медден, Кумейл Нанджіані, Лія МакГ'ю, Браян Тайрі Генрі, Лорен Рідлофф, Баррі Кіоган, Дон Лі, Гаріш Патель, Кіт Герінґтон, Сальма Хаєк та Анджеліна Джолі.
Після несподіваної трагедії, яка відбулася у фільмі «Месники: Завершення», Вічні — безсмертна інопланетна раса, створена Селестіалами, яка таємно жила на Землі понад 7000 років — має об'єднатися для захисту людства від їхніх злих побратимів, Девіантів.
У квітні 2018 року, Кевін Файгі повідомив, що фільм, оснований на Вічних, почав розроблятися з акцентом на Ікаріс і Серсі як головних персонажах, і в травні 2018 року, Метью і Раяна Фірпо найняли, щоб вони написали сценарій для проєкту. До кінця вересня Marvel найняли Чжао, щоб зняти фільм. З кінця квітня до липня 2019 року кілька акторів, за чутками, підписали контракт, у тому числі і Джолі, Кумейл Нанджіані і Медден. Це було підтверджено на Сан-Дієго Comic-Con International в липні 2019 року. Фільмування почалися в липні 2019 у студії Pinewood, у Лондоні та Оксфорді в Англії та Канарських островах.
Прем'єра «Вічних» відбулася в Лос-Анджелесі 18 жовтня 2021 року, а в кінотеатрах США вийшла 5 листопада в рамках четвертої фази КВМ. Прем'єра стрічки в Україні відбулася 4 листопада 2021 року у форматі 3D та IMAX 3D. Спершу вихід фільму планувався 6 листопада 2020 року, проте був перенесений внаслідок пандемії коронавірусної хвороби. Фільм зібрав у світовому прокаті $401,9 мільйонів. Він отримав неоднозначні відгуки від критиків, причому похвали зосереджувалися на акторській майстерності, тематиці та візуальних ефектах, однак розкритикували експозицію, темп, тривалість та відсутність розвитку персонажів.

## Послідовність
Події фільму «Вічні» (якщо звісно не рахувати флешбеків) відбуваються паралельно з подіями серіалу «Сокіл та Зимовий солдат».

## Сюжет
У 5000 році до нашої ери десять надпотужних Вічних — Аяк, Серсі, Ікаріс, Кінґо, Спрайт, Фастос, Маккарі, Друїґ, Ґільґамеш і Тена — послані Селестіалом Арішемом на Землю для боротьби з інвазивними Девіантами. Протягом тисячоліть вони захищають людство від Девіантів, але не мають права втручатися в людські справи. Вони вбивають останніх Девіантів у 1500-х роках, і думки групи розходяться щодо їхніх подальших обов'язків та їхніх стосунків з людством. Вони проводять наступні п'ятсот років, переважно, розділені один від одного, чекаючи, поки Арішем відправить їх додому на Олімпію.
Нині Серсі та Спрайт живуть разом у Лондоні. Після того, як Серсі розірвала стосунки з Ікарісом понад п'ятсот років тому, вона має стосунки з людиною Дейном Вітменом, який працює в Музеї природознавства. На тріо раптово нападає Девіант Кро, однак прибуває Ікаріс і проганяє істоту. Усвідомлюючи, що Девіанти повернулися, вони готуються до возз'єднання з уцілілими Вічними. Вони відправляються до Південної Дакоти, де знаходять тіло їхньої лідерки — Аяк, яка була вбита Кро перед тим, як він напав на тріо в Лондоні, отримавши в результаті її здібності до зцілення.
Аяк посмертно обирає Серсі своєю наступницею, що дає їй можливість спілкуватися з Арішемом, який показує, що головною місією Вічних була не боротьба з Девіантами, а підготовка Землі до «Явлення». Арішем пояснює, що протягом мільйонів років Селестіали висаджували своє насіння на населені планети, аби народилися нові Селестіали, а Девіанти були послані ними, щоб знищити найвищих хижаків кожної планети, аби забезпечити розвиток розумного життя. Однак, коли Девіанти еволюціонували і почали полювати на корінне населення планети, Селестіали створили Вічних, щоб винищити їх. Коли Вічні виконували завдання на черговій планеті, їхня пам'ять стиралася, але зберігається в цитаделі Вічних глибоко в космосі. Арішем каже, що Земля досягла необхідного населення для народження Селестіала Тіамата, що призведе до руйнування Землі.
Навчившись любити людство, Вічні збираються знову і вирішують запобігти Явленню. Вони знову зустрічаються з Кінґо, Теною, Ґільґамешом в Австралії, перш ніж вирушити до резиденції Друїґа в тропічних лісах Амазонки, де на них нападають Кро та Девіанти. Кро вбиває та живиться силами Ґільґамеша, набуваючи повністю гуманоїдної форми та здатности говорити, перш ніж втекти. Після кремації Ґільґамеша вони відвідують Фастоса, який пропонує Друїґу приспати Тіамата, використовуючи свої здібності контролю розуму, і створити Єднорозум, який пов'яже здібності всіх Вічних. Ікаріс іде проти своєї команди, розповідаючи, що він був поінформований про Явлення від Аяк століттями тому і згодував її Девіантам, щоб не дати їй зупинити це шість днів тому, після чого тікає разом зі Спрайт. Кінґо також залишає групу, оскільки не хоче зустрічатися з Арішемом та влізати у внутрішній конфлікт між Вічними.
Після того, як Маккарі знаходить місце Явлення біля підніжжя діючого вулкана в Індійському океані, Вічні борються з Ікарісом і Спрайт, перш ніж на них нападає Кро, якого вбиває Тена. Друїґ нокаутує Спрайт, і Вічні діють разом, щоб затримати Ікаріса. Тіамат прокидається та підводить над поверхнею моря свою руку й голову. Фастос створює Єднорозум, а Серсі використовує свої здібності трансмутації матерії, щоб перетворити Тіамата на мармур. Охоплений почуттям провини Ікаріс летить на Сонце, повторюючи свій попередній подвиг. Потім Серсі використовує енергію, що залишилася від Єднорозуму, щоб перетворити Спрайт на людину. Закам'янілий Тіамат лишається у вигляді статуї.
Тена, Друїґ і Маккарі відправляються на своєму космічному кораблі, щоб знайти інших Вічних, а Серсі, Фастос, Кінґо і Спрайт залишаються на Землі. Дейн Вітман визнає своє кохання до Серсі і збирається розкрити таємницю про історію своєї сім'ї, коли Арішем забирає її разом з Фастосом і Кінґо в космос. Арішем дуже незадоволений їхньою зрадою, проте вирішує пощадити людство, якщо пам'ять Вічних засвідчить, що люди варті життя. Опісля він клянеться повернутися для суду, перш ніж зникнути в сингулярності, забравши Вічних із собою.

### Сцени титрів
- У першій сцені в середині титрів Тену, Маккарі і Друїґа відвідують Вічний Ерос, брат Таноса, і його помічник Піп Троль, які пропонують свою допомогу.
- У другій сцені після титрів Дейн Вітман відкриває стару скриню, успадковану від його предків, у якій міститься легендарний Екскалібур. Голос за кадром запитує його, чи готовий він до цього.

## У ролях

### Акторський склад

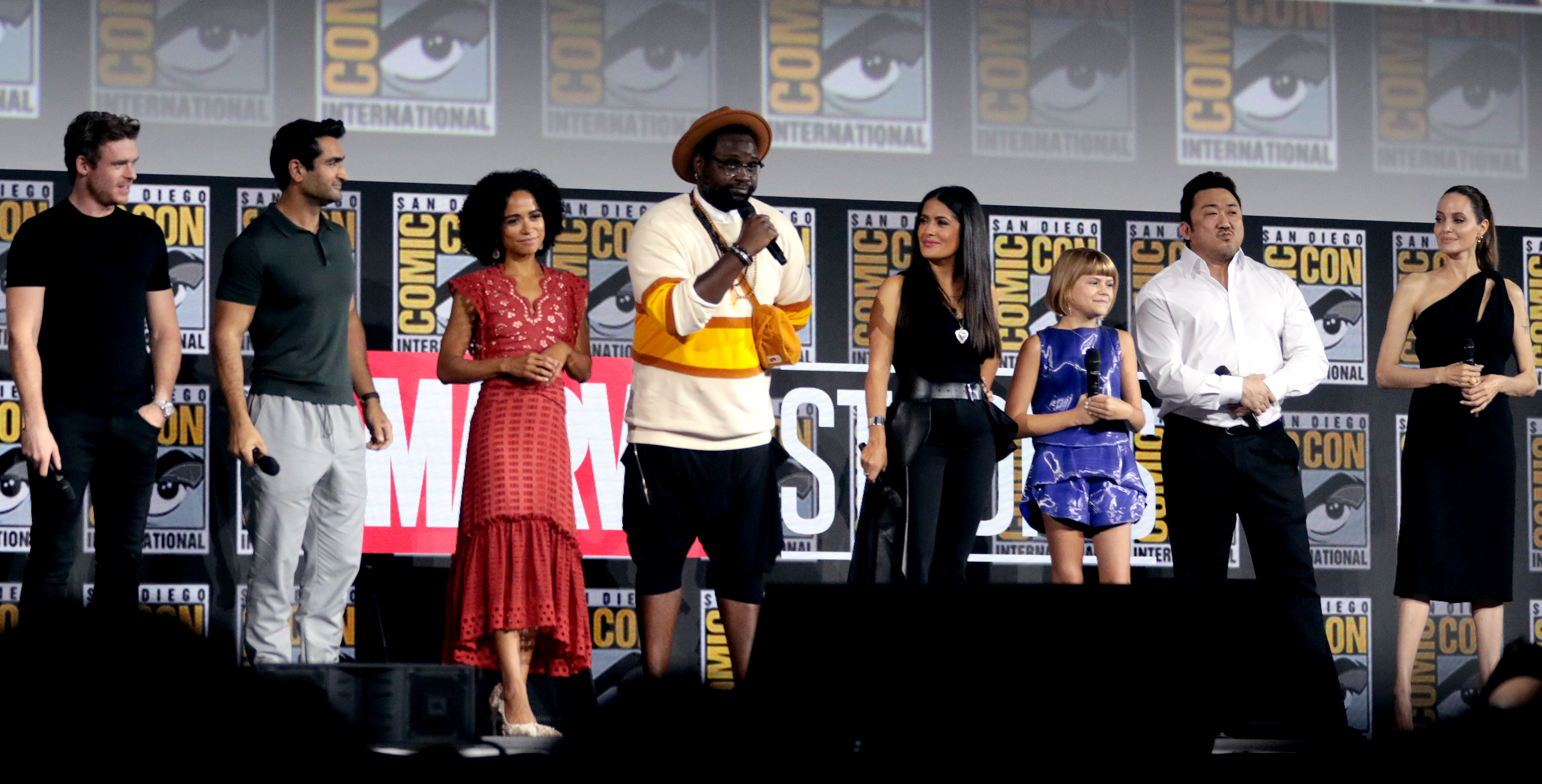
Акторський склад «Вічних» на Comic-Con в Сан-Дієго 2019 (зліва направо): Медден, Нанджіані, Рідлофф, Генрі, Хаєк, Макх'ю, Лі та Джолі

- Девід Кей — Арішем. Головний Селестіал і суддя, який створив першу зорю та приніс світло в Усесвіт.
- Сальма Хаєк — Аяк: мудра Вічна, Перший Лідер Вічних, яка має здатність зцілювати і є «мостом» між Вічними та Селестіалами. Зміна статі персонажа дозволило Хаєк спертися в ролі на жіночність Аяк і зробити її «материнською фігурою» для Вічних. Хаєк спочатку не наважувалася працювати з Marvel Studios, вважаючи, що їй дістанеться роль другого плану або роль «бабусі».
- Джемма Чан — Серсі: другий Лідер Вічних. Чуйна Вічна з потягом до людства та Землі, яка може маніпулювати матерією. Протягом багатьох століть Серсі була закохана в Ікаріса і має сильний зв'язок зі Спрайтом. Дружина Ікаріса. На Землі вона видає себе за музейного куратора і зустрічається з Дейном Вітманом. Продюсер Кевін Файґі назвав Серсі головною героїнею фільму. Режисер Хлоя Чжао розповіла, що вони з Чан були зацікавлені у створенні «витонченої супергероїні, яку рідко можна побачити у подібному жанрі». Чжао додала, що Чан «привнесла в персонажа чудове почуття м'якости, співчуття та вразливости», які «заставлять глядачів переосмислити, що означає бути героїчним». Чан назвала Серсі «приземленою… і частково вільною духом». Раніше Чан виконала роль Мінь-Ерви у фільмі Кіновсесвіту Marvel «Капітан Марвел» (2019).
- Річард Мадден — Ікаріс: один з наймогутніших Вічних, який може літати та випромінювати промені космічної енергії зі своїх очей. Чоловік Серсі. Говорячи про стосунки між Ікарісом і Серсі, Медден сказав, що герої знаходяться на досить «глибокому рівні романтичних стосунків», маючи «два різні типи зв'язку зі світом», оскільки Серсі милосердна до людей, а Ікаріс віддаленіший від них, враховуючи довге життя Вічних. Медден намагався знайти спосіб зобразити Ікаріса таким чином, щоб він не виглядав «втомленим від усього». На погляд Чжао на Ікаріса вплинув Супермен, зокрема, інтерпретація персонажа режисером Заком Снайдером у фільмі «Людина зі сталі» (2013).
- Лія МакГ'ю — Спрайт: Вічна, яка може проєктувати ілюзії. Спрайт має зовнішній вигляд 12-річної дитини, хоча МакГ'ю називає її «старою душею». Закохана в Ікаріса.
- Анджеліна Джолі — Тена: Вічна, яка є лютою воїтелькою, вона може створити будь-яку зброю з космічної енергії і протягом століть розвиває тісні зв'язки з Ґільґамешом. Для цієї ролі Джолі тренувалася з різними мечами, списами та палицями, а також займалася балетом.
- Ма Дон Сок — Ґільґамеш: найсильніший Вічний, що має глибокий зв'язок із Теною. Лі прагнув здобути цю роль, щоб надихнути молоде покоління, ставши першим корейським супергероєм. Актор зміг скористатися своїм боксерським минулим під час підготовки до ролі.
- Баррі Кіоган — Друїґ: відчужений Вічний, який може маніпулювати свідомістю інших. Має стосунки з Маккарі.
- Лорен Рідлофф — Маккарі: Вічна, яка може рухатися з надлюдською швидкістю. Персонаж — перша глухоніма супергероїня в КВМ. Має стосунки з Друїґом. Спочатку Рідлофф почала більше бігати під час підготовки до ролі, але потім акторка переключилася на нарощування м'язів, щоб виглядати «симетрично як спринтер».
- Зейн Аль Рафія — житель села в Амазонії. Працює на Друїґа.
- Кумейл Нанджіані — Кінґо: Вічний, який може стріляти снарядами космічної енергії зі своїх рук. Зачарований славою, Кінґо стає популярною зіркою Боллівуду, щоб влитися у земне суспільство. Нанджіані хотів, щоб його акторська гра поєднувала дотепну поведінку Джона Макклейна із серії фільмів «Міцний горішок» та зовнішність боллівудського актора Рітіка Рошана. Він вивчав фільми Еррола Флінна та деякі з оригінальних фільмів про Зорро, щоб підготуватися до ролі. Нанджіані, який не був танцюристом, вважав вивчення боллівудських танців складним завданням.
- Гаріш Патель — Карун: камердинер Кінґо.
- Браян Тайрі Генрі — Фастос: Вічний та розумний винахідник зброї та технологій. Він — перший супергерой нетрадиційної сексуальної орієнтації у КВМ.
- Гааз Слейман — Бен. Чоловік Фастоса.
- Ісайя Деніель Кросс — Джек. Названий син Фастоса.
- Білл Скашґорд — Кро. Девіант і заклятий Ворог Вічних.
- Кіт Герінґтон — Дейн Вітман: людина, яка працює в Музеї природознавства в Лондоні професором історії і зустрічається з Серсі. Хоч він і зустрічається із Серсі, в даній історії він стоїть окремо від решти персонажів.
- Паттон Освальт — Піп: Троль.
- Гаррі Стайлз — Ерос: брат Таноса.
- Магершала Алі — Блейд: Камео.

## Виробництво

### Розробка
Президент Marvel Studios Кевін Фейгі вперше згадав «Вічних» під час рекламної кампанії «Месники: Війна нескінченности» в квітні 2018 року, заявивши: «Вічні — це одна з багатьох-багатьох речей, які ми активно починаємо обговорювати, щоб побачити, чи повіримо ми в них достатньо, аби втілити їх на екрані.»
У травні 2018 року Метью і Раян Фірпо були найняті для того, щоб написати сценарій фільму, з «The Hollywood Reporter», який повідомляє, що «один аспект історії включає в себе історію кохання між Ікарісом, людиною, що живиться космічною енергією, і Серсі, яка любить рухатися серед людей». Marvel шукали режисера влітку 2018 року, а в останні кілька тижнів літа був короткий список, який складався з Ніколь Касселл, Тревіса Найта і Крістіни Ґаллего і Сіро Ґуерра. Хлоя Чжао була обрана у вересні, вона вже була добре відома Marvel завдяки тому, що вона займалась «Чорною вдовою», яка в кінцевому рахунку перейшла до Кейт Шортленд.

### Підготовка
У березні 2019 року «The Hollywood Reporter» повідомив, що Анджеліна Джолі вела переговори, щоб отримати роль, багато хто міркував, що вона зіграє Серсі. Повідомлялося, що протягом наступних декількох місяців, Кумейл Нанджіані, Дон Лі, Річард Мадден і Сальма Хаєк отримали свої ролі у фільмі. У липні 2019 року в Сан-Дієго Comic-Con International всі актори були підтверджені разом з Лорен Рідлофф, Браян Тайрі Генрі і Ліа МакГ'ю.

### Зйомки
Entertainment Weekly заявив, що вже почалися основні фільмуванні у Лондоні після того, як дата виходу була оголошена в липні 2019 року в Сан-Дієго Comic-Con International.

## Оцінки й відгуки
На агрегаторі Rotten Tomatoes фільм «Вічні» зібрав 47 % позитивних рецензій від кінокритиків і 80 % від пересічних глядачів. Консенсус критиків: «Амбіційна епопея про супергероїв, яка злітає так само часто, як і надривається — „Вічні“ веде КВМ в інтригуючих та іноді заплутаних нових напрямках».
На думку Кларисси Лонґрей із «The Independent», «Вічні» — це найнезалежніший фільм у всій франшизі, де Хлої Чжао вдалося наділити всіх супергероїв самобутніми особистостями. Але епізоди з живими акторами та спецефектами надто відрізняються за духом, створюючи враження, ніби вони з двох різних фільмів. «Іронія „Вічних“ полягає в тому, що, попри те, що його персонажі відверто борються з власною відсутністю людяності, Чжао представила одну з найбільш емоційно обґрунтованих історій у всій франшизі. Вона сповна розкриває ті моральні труднощі, навколо яких Marvel лише танцювали колись у минулому — ціна індивідуального життя, або те, чи взагалі варто рятувати людство». Проте якщо в Marvel прагнули змінити підхід до своїх фільмів, то просто найняти інді-режисерку та включати її твір до відомої кінофраншизи було замало.
Браян Лоурі з CNN писав, що «Вічні», можливо, ще розкриються у зв'язку з наступними фільмами, але як самостійний фільм, має забагато фонової інформації, він перевантажений експозицією в першій третині, просідає в другій, і тільки в останній сповнюється сюрпризів і справжніх емоцій. «Зрозуміло, краса взаємопов'язаного всесвіту Marvel полягає в тому, що граючи в довгу гру, персонажі доповнюють одні одних, так що оцінка може змінитися, коли наступна фаза [кіновсесвіту] повністю оформиться. У „Вічних“, безумовно, не бракує амбіцій, але наразі Marvel — підбадьорена своїм успіхом — потягнулася до зірок, яких не досягнула».
Як писала Анджеліка Джейн Бастіен для «The Vulture», «Marvel зібрала безперечно чудову групу акторів, але фільм не зосереджується ні на кому з них. Навіть Анджеліна Джолі, мабуть найвідоміша актриса взагалі, не заповнює порожнечу в стосунках і однорідному перебізі сюжету. Деякі персонажі, як глухоніма Маккарі чи вічна дитина Спрайт, цікаві, та все ж губляться на фоні навколишньої банальності. В підсумку «персонажі „Вічних“ дійсно відрізняються за здібностями, расою та сексуальністю. Але яке значення має, скажімо, гей-поцілунок на екрані, коли за цим немає тепла? Яке значення мають жінки різного відтінку та віку, якщо ви не дбаєте про їхні особистості? […] попри солідність „Вічних“, він позначений порожнечею. Зрештою, „Вічні“ — нічийний фільм».
Ніклас Барбер з BBC стверджував: «Є кілька розумних частин, зауважте. Різні возз'єднання перемежовуються багатими деталями зі спогадами про Месопотамію та Вавилон та інші стародавні красиві місця, і є кілька дивовижних поворотів, коли Вічні сперечаються про мету своєї місії на Землі. Але в підсумку здається, що найняти сценаристку-режисерку, яка спеціалізується на приглушених, схожих на документалістику драмах, для видовищного дійства про яскраво одягнених міжзоряних напівбогів, мабуть, було не найрозумнішим вибором […] „Вічні“ напевне не найгірший із фільмів Marvel, але, безсумнівно, він найбільше розчаровує».
Венді Іде із «The Guardian» відгукувалася, що режисерка «фіксує тендітні людські зв'язки з теплотою та натуралізмом», проте постійні повернення до минулого героїв та зображення безсмертних Вічних як людей з притаманними їм проблемами, не йдуть фільму на користь. «Але попри всі зусилля, які були вкладені в забезпечення репрезентації в кастингу, оповідь з її вимушеними спогадами та штучною сентиментальністю, підводить весь твір».